# Rząśnik (Wyszków)
Pour les articles homonymes, voir Rząśnik.
Rząśnik (prononciation : [ˈʐɔ̃ɕɲik]) est un village polonais de la gmina de Rząśnik dans le powiat de Wyszków de la voïvodie de Mazovie dans le centre-est de la Pologne.
Il est le siège administratif de la gmina appelée la gmina de Rząśnik.
Il se situe à environ 14 kilomètres au nord-ouest de Wyszków (siège du powiat) et à 60 kilomètres au nord-est de Varsovie (capitale de la Pologne).
Le village possède une population de 1600 habitants en 2009.

## Histoire
De 1973 à 1975, la gmina faisait partie du territoire de la voïvodie de Varsovie, puis de 1975 à 1998, de la voïvodie d'Ostrołęka.

Depuis 1999, la gmina Rząśnik est située dans la voïvodie de Mazovie.